# Hylsa
Hylsa est une entreprise sidérurgique mexicaine dont l'histoire remonte à 1942, quand elle a été fondée sous le nom de Hojalata y Lámina S.A. (Hylsa) dans la ville de Monterrey. Ses activités vont de l'extraction de minerai de fer de ses propres mines jusqu'à la production et la distribution de produits finis à forte valeur ajoutée en acier. L'entreprise est également connue pour avoir été pionnière dans le développement de la  réduction directe au gaz naturel, en inventant le procédé HYL.
En 2005, l’entreprise a été achetée par le groupe italo-argentin Techint pour former Ternium. Depuis, le nom Hylsa tend à disparaitre, au profit de Ternium México.